# Ideas de referencia
Ideas de referencia y delirios de referencia describen el fenómeno que una persona experimenta a partir de eventos inocuos o meras coincidencias  creyendo que estos tienen una fuerte importancia personal. Es la "noción de que todo lo que uno percibe en el mundo se relaciona con el destino de uno mismo".
En psiquiatría, los delirios de referencia forman parte de los criterios de diagnóstico para enfermedades psicóticas tales como esquizofrenia, trastorno delirante, o desorden bipolar (durante la etapa de manía). En una extensión menor,  puede ser un distintivo del trastorno de personalidad paranoide (TPP), trastorno dismórfico corporal, trastorno esquizotípico de la personalidad etc. Tales síntomas también pueden ser causados por intoxicación, especialmente con alucinógenos o estimulantes como la metanfetamina.